# Carlos Bastarreche
Carlos Bastarreche Sagües (Madrid, 27 de noviembre de 1950) es un diplomático español. Fue Embajador del Reino de España en el Reino Unido (2017-2021), y anteriormente en Francia (2010-2014) cuando pasa a ser responsable de Relaciones Institucionales de Airbus en España. 

## Biografía
Licenciado en Derecho, ingresó en 1976 en la carrera diplomática. 
Fue secretario en la Representación Consular y Comercial en Rumania, secretario en Misión de España ante las Comunidades Europeas y vocal asesor en la Secretaría de Estado para Relaciones con las Comunidades Europeas. En 1985 fue nombrado subdirector general de Coordinación Comunitaria para las Relaciones Institucionales y, posteriormente, director general de Coordinación Jurídica e Institucional Comunitaria y representante permanente adjunto de España ante las Comunidades Europeas. En 1996 pasó a ocupar el puesto de secretario general de Política Exterior y para la Unión Europea, y, acto seguido, secretario general de Asuntos Europeos. De 2002 a 2010 fue embajador representante permanente de España ante la Unión Europea.
Tras la salida de Federico Trillo de la Embajada de España en Londres, el Gobierno de España dio también el visto bueno a solicitar a las autoridades británicas el plácet para su sustituto, Carlos Bastarreche Sagües, cesado del cargo en febrero de 2021.

## Familia
Hijo del Capitán Carlos Bastarreche del Carre y de Ana María Sagües Martínez de Azagra, casado con Rosalía Gómez-Pineda Goizueta: tiene cuatro hijos y ocho nietos.

## Condecoraciones
- Gran-Cruz de la Orden de Isabel la Católica
- Miembro de la Orden del Mérito Constitucional
- Caballero Comendador de la Real Orden Victoriana
- Comendador de la Legión de Honor
- Cruz pro Merito Melitensi